# الجمعية الألمانية العربية
الجمعية الألمانية العربية (بالألمانية: Deutsch-Arabische Gesellschaft e. V. DAG) تأسست عام 1966 بهدف تطوير وتحسين العلاقات الألمانية العربية سواء على الصعيد السياسي والاقتصادي كما على الصعيد الثقافي.
في 22 آذار 2007 انتُخب بيتر شول-لاتور في فندق أدلون في برلين من قبل الأعضاء بالإجماع رئيسًا للجمعية.
كان سلفه أوتو فيشوي قد استقال من منصبه أثناء المؤتمر السنوي، بعد أن امتنعت أغلبية الأعضاء عن دعم أقتراح لتعديل ميثاق الجمعية تقدم به رغم عدم استشارة القيادة ومجلس المندوبين.
شول-لاتور كان قد عين في مجلس مندوبي الجمعية الألمانية العربية عام 1986.
الرئيس الفخري للجمعية منذ تشرين الأول هو فيصل بن عبد المجيد بن عبد العزيز آل سعود.
الأمير فيصل هو عضو في مجلس الشورى السعودي الذي انشأه .الملك عبد الله بن عبد العزيز في كانون الأول سنة 2007.
أختير أعضاء الهيئة الرئاسية في الجمعية (رؤساء بالوكالة) في الانتخابات الأخيرة وهم: الراحل بيتر غلوتس من الحزب الديمقراطي الاجتماعي الألماني, إيغون يوتنر من الإتحاد المسيحي الديمقراطي الألماني, فولفغانغ كوبيكي من الحزب الديمقراطي الحر إضافة إلى ارنست يوأخيبم تراب.
كذلك ينتمي سفراء ألمانيا في الدول العربية للمجلس.
رئيسة المجلس هي كورنيليا بيبر من الحزب الديمقراطي الحر ونائبها هو هانس-كريستوف فون سبونيك.
ترأس الجمعية الألمانية العربية نائب المستشار الألماني ووزير الاقتصاد يورغين موليمان من 1981 ولغاية 1991 ومن 1993 لغاية وفاته سنة 2003.

## موقع الجمعية على الشبكة العالمية
- Offizielle Website der Deutsch-Arabischen Gesellschaft